# Antepipona haryana
Antepipona haryana är en stekelart som beskrevs av Gusenleitner 1996. Antepipona haryana ingår i släktet Antepipona och familjen Eumenidae. Inga underarter finns listade i Catalogue of Life.